# Off-White (virksomhed)
Off-White er et modemærke grundlagt af den amerikanske multidisciplinære designer Virgil Abloh i Milano i 2013.  I september 2024 solgte LVMH det til brand management selskabet Bluestar Alliance,  som ejer Scotch & Soda, Hurley, bebe og Catherine Malandrino.